# Cinéma l'Eden (Saint-Jean-d'Angély)
Le cinéma l'Eden est un ancien cinéma de style Art déco situé à Saint-Jean-d'Angély, dans le département français de la Charente-Maritime en région Nouvelle-Aquitaine.
- La photo représente la façade de l'ancien bâtiment disparu.

## Historique
L'ancien cinéma Éden était installé dans un édifice Art déco, œuvre de l'architecte angérien André Guillon (1896-1992) et inauguré le 20 septembre 1931. Sa façade était ornée de bas-reliefs représentant les Arts et les Sciences réunis dans l’art cinématographique et avait obtenu la médaille d'Argent lors de l'exposition universelle de Bruxelles en 1935. La façade et la salle du bar éclairée par une verrière stylisée datait de la construction. Il était inscrit sur la liste supplémentaire des Monuments historiques en 1984. L'édifice, calqué sur les édifices parisiens de la même époque, était un des plus beaux cinémas de la région.
Il était fermé depuis 2004 à cause de son état délabré, ses façades latérales et pignons présentaient des fissures importantes.
Dès lors, une nouvelle petite salle, L’Éden Pasteur, remplaça l'ancien cinéma désaffecté.
Un incendie se déclara dans l'édifice le samedi 3 mai 2014, qui provoqua l'effondrement de sa façade principale et certaines façades latérales. Certains bas-reliefs furent sauvés in extremis. Après l'incendie, les ruines ont été rasées et les décombres évacués. La mairie décida de reconstruire ce bâtiment emblématique avec l'aide de la Région, de l'Europe et de l'État. 
Le bâtiment reconstruit à l'identique est inauguré le 7 septembre 2018. La reconstruction a coûté 3 700 721 euros avec tous les équipements modernes répondant aux normes de sécurité en vigueur. Dès lors, des défilés de mode, galas, projections de films et spectacles divers sont présentés dans cette salle. Le présentateur Bruno Guillon en est le parrain.
Le bâtiment est inscrit au titre des monuments historiques par arrêté du 5 décembre 1984.